# Ben Bril Memorial

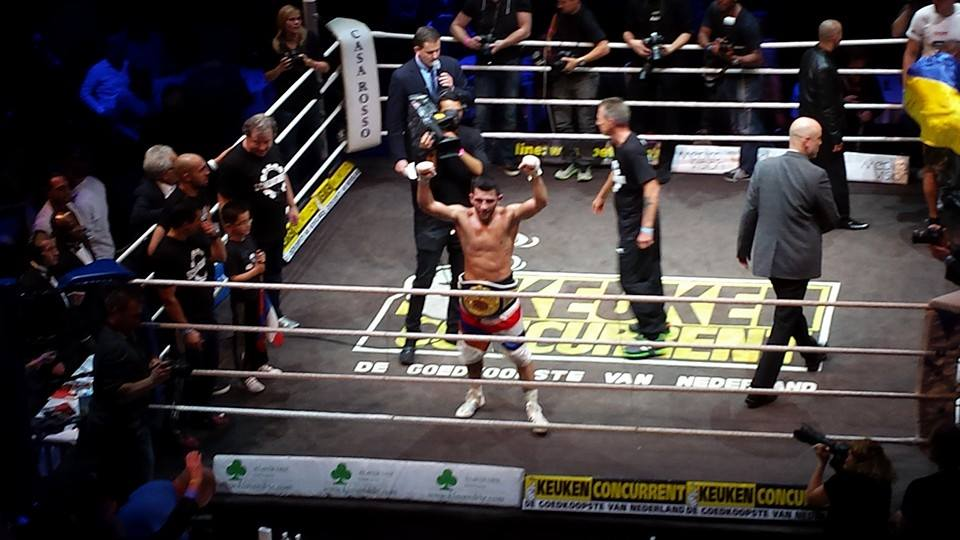
Rafik Harutjunjan wint de WBF titel in 2014 op de Ben Bril Memorial

De Ben Bril Memorial is een jaarlijks terugkerend boksgala. Het is het grootste boksgala in Nederland en wordt gehouden op de tweede maandag in oktober in Theater Carré.
Het boksgala is genoemd naar de Amsterdamse bokser en scheidsrechter Ben Bril. Het is in 2007 door Martin Overste en Jan Lenten in samenwerking met de Nederlandse Boksbond opgestart met als doel het Nederlandse profboksen weer op de kaart te zetten. Een van de tradities van het gala is de Grote Prijs van Amsterdam, een toernooi waarbij vier beginnende Nederlandse boksers in toernooivorm tegen elkaar strijden. Raymond Joval, Don Diego Poeder, Gevorg Khatchikian en Esther Schouten zijn enkele namen die op het gala hebben gestaan.

## Resultaten 2007
| Vechter 1         | Vechter 2           | Winnaar             | Type | Ronde | Scores |
| ----------------- | ------------------- | ------------------- | ---- | ----- | ------ |
| Raymond Joval     | Alban Mothie        | Raymond Joval       | UD   | 8     |        |
| Perry Ubeda       | Karen Karapetyan    | Perry Ubeda         | SD   | 6     |        |
| Don Diego Poeder  | Yaroslav Zavorotnyi | Yaroslav Zavorotnyi | TKO  | 1     |        |
| Hassan Ait Bassou | Johannes Fabrizius  | Hassan Ait Bassou   | SD   | 6     |        |
| Hakan Sari        | Nathan Nevols       | Hakan Sari          | TKO  | 2     |        |

## Resultaten 2008
| Vechter 1         | Vechter 2       | Winnaar          | Type      | Ronde | Scores                |
| ----------------- | --------------- | ---------------- | --------- | ----- | --------------------- |
| Innocent Anyanwu  | Mhand Boukedim  | Innocent Anyanwu | TKO       | 6     |                       |
| Sugar Jackson     | Gheorghe Danut  | Sugar Jackson    | UD        | 6     | 59-56 / 58-57 / 58-56 |
| Faissal Belghanou | Richard Asare   |                  | Onbeslist | 6     | 56-59 / 58-58 / 59-58 |
| Najim Ettouhlali  | Philippe Mendy  | Najim Ettouhlali | SD        | 6     | 59-57 / 56-59 / 58-56 |
| Hakan Sari        | Steve Willemart | Hakan Sari       | UD        | 6     | 60-56 / 59-56 / 59-56 |

Grote prijs van Amsterdam:
- Deelnemers : Perry Ubeda / Melvin Rozenblad / Steve de Veth / Noel Soares
- Winnaar : Perry Ubeda

## Resultaten 2009
| Vechter 1         | Vechter 2           | Winnaar           | Type | Ronde | Scores |
| ----------------- | ------------------- | ----------------- | ---- | ----- | ------ |
| Innocent Anyanwu  | Sergio Palomo       | Innocent Anyanwu  | TKO  | 3     |        |
| Hassan Ait Bassou | Islam Teffahi       | Hassan Ait Bassou | KO   | 3     |        |
| Richel Hersisia   | Yaroslav Zavorotnyi | Richel Hersisia   | UD   | 8     |        |

Grote prijs van Amsterdam:
- Deelnemers : Gevorg Khatchikian / Jeremy Blijd / Hakan Sari / Younes El Mhassani
- Winnaar : Gevorg Khatchikian

## Resultaten 2010
In 2010 verdedigde Esther Schouten haar IBF Super Bantamgewicht titel op de Ben Bril Memorial.
| Vechter 1          | Vechter 2          | Winnaar            | Type | Ronde | Scores                  |
| ------------------ | ------------------ | ------------------ | ---- | ----- | ----------------------- |
| Esther Schouten    | Judy Waguthii      | Esther Schouten    | UD   | 10    | 98-92 / 100-91 / 100-91 |
| Hassan Ait Bassou  | Kobe Vandekerkhove | Hassan Ait Bassou  | KO   | 4     |                         |
| Gevorg Khatchikian | Honore Tubane      | Gevorg Khatchikian | TKO  | 4     |                         |
| Innocent Anyanwu   | Pascal Bouchez     | Innocent Anyanwu   | TKO  | 4     |                         |

Grote prijs van Amsterdam:
- Deelnemers : Mitchel Bloksma / Hafid el Boustati / Dave van der Ploeg / Marino Schouten
- Winnaar : Marino Schouten

## Resultaten 2011
| Vechter 1         | Vechter 2              | Winnaar           | Type   | Ronde | Scores                |
| ----------------- | ---------------------- | ----------------- | ------ | ----- | --------------------- |
| Khoren Gevor      | Olegs Fedotovs         | Khoren Gevor      | TKO    | 6     |                       |
| Ignacio Mendoza   | Juciel Lima Nascimento | Ignacio Mendoza   | KO     | 2     |                       |
| Hassan Ait Bassou | Ali Ahraoui            | Hassan Ait Bassou | TKO    | 4     |                       |
| Barry Groenteman  | Robert van Nimwegen    | Barry Groenteman  | UD     | 6     | 60-55 / 60-55 / 60-54 |
| Karen Avdaljan    | Said Harkimov          | Karen Avdaljan    | Opgave | 3     |                       |

Grote prijs van Amsterdam:
- Deelnemers : Farouk Daku / Fikri Demirci / Othman Allach / Marino Schouten
- Winnaar : Marino Schouten

## Resultaten 2012
In 2012 vochten Hassan Ait Bassou en David Makaradze om de WBU Weltergewicht titel
| Vechter 1         | Vechter 2         | Winnaar           | Type      | Ronde | Scores                |
| ----------------- | ----------------- | ----------------- | --------- | ----- | --------------------- |
| Hassan Ait Bassou | David Makaradze   | David Makaradze   | KO        | 12    |                       |
| Barry Groenteman  | Tarik Madni       |                   | Onbeslist | 10    |                       |
| Innocent Anyanwu  | Ruddy Encarnacion | Ruddy Encarnacion | UD        | 8     | 74-78 / 74-78 / 76-78 |

Grote prijs van Amsterdam:
- Deelnemers : Marino Schouten / Karapet Karapetyan / Matthias Ibssa / Jeremy Blijd
- Winnaar : Karapet Karapetyan

## Resultaten 2013
| Vechter 1         | Vechter 2        | Winnaar           | Type      | Ronde | Scores                   |
| ----------------- | ---------------- | ----------------- | --------- | ----- | ------------------------ |
| Barry Groenteman  | Vango Tsirimokos | Vango Tsirimokos  | UD        | 8     | 75-77 / 74-78 / 76-77    |
| Nieky Holzken     | Gary Abajyan     | Nieky Holzken     | TKO       | 3     |                          |
| Brahim Kamal      | Stephen Danyo    |                   | Onbeslist | 3     | Gestopt wegens hoofdwond |
| Hassan Ait Bassou | Yauheni Kruhlik  | Hassan Ait Bassou | UD        | 6     | 58-56 / 59-55 / 58-56    |
| Rafik Harutjunjan | Ahmed El Hamwi   | Rafik Harutjunjan | MD        | 6     | 57-57 / 58-55 / 58-55    |

Grote prijs van Amsterdam:
- Deelnemers : Josemir Poulino / Karapet Karapetyan / Suriel Hooker / Rocky Grandjean
- Winnaar : Suriel Hooker

## Resultaten 2014
In 2014 vocht Gevorg Khatchikian om de WBF middengewicht titel en Rafik Harutjunjan om de WBF Weltergewicht titel. Vooraf werd bekendgemaakt dat dit mogelijke de laatste Ben Bril Memorial zou zijn.
| Vechter 1               | Vechter 2            | Winnaar                 | Type | Ronde | Scores                      |
| ----------------------- | -------------------- | ----------------------- | ---- | ----- | --------------------------- |
| Gevorg Khatchikian      | Ahmed El Ghoulbzouri | Gevorg Khatchikian      | TKO  | 12    |                             |
| Rafik Harutjunjan       | Ilya Prymak          | Rafik Harutjunjan       | UD   | 12    | 113-112 / 114-111 / 114-110 |
| Henri van Opstal        | Michael Obin         | Henri van Opstal        | UD   | 8     | 78-74 / 77-75 / 80-75       |
| Suriel Hooker           | Josemir Poulino      | Josemir Poulino         | UD   | 8     | 71-79 / 72-78 / 74-78       |
| Gian Carlo Liesdek      | Nabil Lahouari       | Nabil Lahouari          | TKO  | 6     |                             |
| Michael van der Heijden | Mouhamed Sder        | Michael van der Heijden | UD   | 6     | 59-54 / 60-53 / 59-55       |
| Zacky Derouich          | Youssef Chaikh       | Zacky Derouich          | TKO  | 2     |                             |

## Resultaten 2015
In 2015 maakte de ben Bril Memorial een doorstart. Rafik Harutjunjan verdedigde zijn WBF Weltergewicht titel.
| Vechter 1          | Vechter 2          | Winnaar            | Type      | Ronde | Scores                      |
| ------------------ | ------------------ | ------------------ | --------- | ----- | --------------------------- |
| Rafik Harutjunjan  | Kelvin Dotel       | Rafik Harutjunjan  | UD        | 12    | 114-113 / 115-112 / 116-111 |
| Gevorg Khatchikian | Varazdat Chernikov | Gevorg Khatchikian | KO        | 10    |                             |
| Josemir Poulino    | Farouk Daku        | Josemir Poulino    | TKO       | 9     |                             |
| Jessica Belder     | Gabriella Mezei    | Jessica Belder     | TKO       | 3     |                             |
| Steve Suppan       | Melvin Wassing     |                    | Onbeslist | 6     | 57-57 / 58-57 / 57-58       |

Grote prijs van Amsterdam:
- Deelnemers : Othman Allach / Samir Kasrioui / Gino Kanters / Karem El Hahaoui
- Winnaar : Gino Kanters

## Resultaten 2016
In 2016 was de tiende editie van de ben Bril Memorial. Jessica Belder won de EBU superbantamgewichttitel.
| Vechter 1          | Vechter 2      | Winnaar            | Type      | Ronde | Scores                |
| ------------------ | -------------- | ------------------ | --------- | ----- | --------------------- |
| Rafik Harutjunjan  | Felix Lora     | Rafik Harutjunjan  | UD        | 10    | 99-91 / 98-92 / 99-91 |
| Jessica Belder     | Gabriella Busa | Jessica Belder     | SD        | 10    | 94-96 / 97-93 / 97-93 |
| Gevorg Khatchikian | Joseph Sinkala | Gevorg Khatchikian | Opgave    | 4     |                       |
| Josemir Poulino    | Robert Talarek | Robert Talarek     | TKO       | 3     |                       |
| Astrando Arduin    | Arno Casteleyn | Arno Casteleyn     | UD        | 6     | 57-56 / 59-55 / 57-56 |
| Gino da Fonseca    | Milen Paunov   | Gino da Fonseca    | UD        | 6     | 58-56 / 60-54 / 60-54 |
| Ben Tingen         | Rivo Slory     |                    | Onbeslist | 6     | 57-56 / 57-57 / 56-57 |